# Söğütlübahçe, Sincik
Söğütlübahçe là một xã thuộc huyện Sincik, tỉnh Adıyaman, Thổ Nhĩ Kỳ. Dân số thời điểm năm 2011 là 375 người.